# Ходзь (річка)
Ходзь (рос. Ходзь, кабард. Хуэдз
) — річка в Російській Федерації, що протікає в Адигеї та Краснодарському краї. Ліва притока Лаби (басейн Кубані). Довжина — 88 км, площа водозабірного басейну — 1250 км². Загальне падіння — 1715 м, нахил — 19,48 м/км. У верхів'ях є водоспади.
Річка бере початок на горі Великий Тхач та впадає у Лабу неподалік від аула Ходзь.